# 黒の捜査線
『黒の捜査線』（くろのそうさせん、Change of Mind）は、1969年に公開されたSFドラマ映画。脳の移植手術で体が黒人になった白人検事が、人種差別問題を絡めながら事件を追う姿を描く。主演はレイモン・サン・ジャック、スーザン・オリヴァー、ジャネット・マクラクラン、レスリー・ニールセン。

## キャスト
※括弧内は日本語吹替（初回放送1978年6月25日『日曜洋画劇場』）
- デビッド・ロー：レイモン・サン・ジャック（小林清志）
- マーガレット・ロー：スーザン・オリヴァー（池田昌子）
- エリザベス：ジャネット・マクラクラン
- ウェッブ保安官：レスリー・ニールセン（家弓家正）
- ロジャー検事補：ドネリー・ローズ